# اندونوکلئاز
آنزیم‌های اندونوکلئاز به دو دسته اختصاصی و غیر اختصاصی تقسیم می‌شوند. دسته اول توالی ویژه‌ای را شناسایی کرده و برش می‌دهند که اصطلاحاً اندونوکلئازهای محدودکننده نامیده می‌شوند. این نوع آنزیم‌ها از اهمیت ویژه‌ای در کلونینگ DNA بر خوردار می‌باشند. دسته دوم از این آنزیم‌ها به‌طور تصادفی اسیدهای نوکلئیک را برش می‌دهند. در زیر به معرفی تعدادی از آنزیم‌های اندونوکلئاز غیر اختصاصی پرداخته می‌شود.

## DNaseI
این آنزیم فقط قطعات دو رشته‌ای DNA را برش می‌دهند. از آن در حذف DNA در هنگام خالص‌سازی RNA، فوت پرینتینگ، شناسایی نواحی فعال کروماتین از نظر نسخه برداری استفاده می‌شود.

## نوکلئاز S۱
این آنزیم از آسپرژیلوس اریزا به‌دست می‌آید و در آنالیز هیبریدهای RNA/DNA برای شناسایی اینترون‌ها، ایجاد مولکولهای دو رشته‌ای DNA با انتهای صاف و باز کردن ساختارهای سنجاق سر مانند که در هنگام سنتر cDNA ایجاد می‌شوند بکار می‌رود. در برخی موارد از آنزیم نوکلئازمانگ بین به جای نوکلئاز S۱ برای این عمل استفاده می‌شود. آنزیم فوق از نوکلئاز S۱ اختصاصی تر عمل می‌نماید.

## نیکاز
این دسته از آنزیم‌ها فقط یکی از رشته‌ها را بر روی مولکولهای دو رشته‌ای DNA برش می‌دهند. مانند آنزیمهای HincII و gpA. آنزیمgpA به‌وسیله فاژ فیX۱۷۴ تولید می‌شود و در نشاندار کردن DNA به کار برده می‌شود.

## نوکلئاز P۱
این آنزیم از باکتری پنسیلیوم کریزوژنوم به‌دست می‌آید و کلیه انواع اسیدهای نوکلئیک اعم از تک رشته‌ای و دو رشته‌ای را برش می‌دهد. از این آنزیم در آزمایش‌های مختلف از جمله الکتروفورز با تغییر حرکت (EMSA) کاربرد دارد.

## RNaseA
این آنزیم از پانکراس گاو به‌دست می‌آید و دارای فعالیت اندونوکلئازی بر روی مولکولهای تک رشته‌ای و دو رشته‌ای RNA است. برای حذف RNA در هنگام تلخیص DNA و همچنین شناسایی جهش‌های نقطه‌ای در مولکول mRNA استفاده می‌شود.

## RNaseH
این آنزیم رشته‌های RNAای که به صورت هیبرید با DNA (RNA/DNA) می‌باشند را تجزیه می‌کند. کاربرد آن در تولید cDNA، شناسایی هیبریدهای RNA/DNA می‌باشد.

## RNase ONE
این آنزیم فقط مولکولهای RNA تک رشته‌ای را برش می‌دهد و در تعیین توالی RNA، آزمون محافظت در برابر ریبونوکلئاز، شناسایی نواحی غیر مکمل در هیبریدهای DNA/RNA کاربرد دارد.